# Concours international Jean-Sébastien-Bach
Le Concours international Jean-Sébastien-Bach (allemand : Internationaler Johann-Sebastian-Bach-Wettbewerb) est une compétition artistique de musique classique fondée en 1950 à Leipzig. Il se déroulait tous les quatre ans de 1964 à 1996 avec cinq catégories, et depuis tous les deux ans avec trois catégories alternées. Depuis 1965, il fait partie de la Fédération mondiale des concours internationaux de musique qui siège à Genève.
À compter de 2025, le Concours Bach de Leipzig devient annuel et centré sur un instrument (en alternance, piano, clavecin, orgue, violon, violoncelle et chant).

## Liste des premiers prix par catégorie
Depuis l'origine, sont lauréats d'un premier prix :

### Piano
- Tatiana Nikolaïeva (1950), Jörg Demus (3e prix en 1950), Ilze Graubiņa (1964), Igor Lazko (3e prix en 1964), Valeri Afanassiev (1968), Ivan Klánský (2e prix en 1968), Evgeni Koroliov (3e prix en 1968), Winfried Apel (1972), Michail Woltschok (1976), Anaid Nersesjan (1980), Alexander Paley (1984), Gerald Fauth (1988), Nikolaï Louganski (2e prix en 1988), Ragna Schirmer (2d prix en 1992), Cornelia Herrmann (2d prix en 1996), Ragna Schirmer (2d prix en 1998), Martin Stadtfeld (2002), Irina Zahharenkova (2006)[3], Ilya Poletaev (2010), Hilda Huang (2014)[4], Rachel Naomi Kudo (2018), Olga Davnis (2022), Jan Čmejla (2025)[5].

### Orgue
- Amadeus Webersinke et Karl Richter (1950), Petr Sovadina (1964), Henning Wagner (1968), Daniel Chorzempa (2e prix en 1968), Heribert Metzger (1972), Hans Fagius (3e prix en 1972), Elisabeth Ullmann (1976), Zsuzsana Elekes (1980), Jaroslav Tůma (2e prix en 1980), John Gavin Scott (1984), Martin Sander (1988), Luca Antoniotti et Michael Bloss (2d prix en 1992), Johannes Unger (2000), Jörg Halubek (2004), Frédéric Champion (3e prix en 2004), Bálint Karosi (2008), Johannes Lang (2012), Kazuki Tomita (2016), Pavel Svoboda (2d prix en 2016), Julian Emanuel Becker (2024)[6].

### Clavecin
- Ingrid Heiler (2d prix en 1950), Lionel Party (1972), Daniela Numico (2d prix en 1992), Giampietro Rosato (3e prix en 1996), Wiebke Weidanz et Pieter-Jan Belder (2d prix en 2000), Philippe Leroy (3e prix en 2000), Francesco Corti (nl) (2006)[3], Maria Uspenskaya (2010), Jean-Christophe Dijoux (2014)[4], Olga Pashchenko (2d prix en 2014)[4], Avinoam Shalev (2018), Alexander von Heißen (2022).

### Violon/Violon baroque
- Igor Besrodny (1950), Alexeï Gorokhov (2e prix en 1950), Oleg Kagan (1968), Wladimir Iwanow (1972), Nilla Pierrou (1976), Michael Erxleben (1980), Aleksej Koschwanetz (1984), Antje Weithaas (1988), Rachel Barton (1992), Natsumi Tamai (2d prix en 1996), Amanda Favier (3e prix en 1996), Besa Cane (2000), Laura Vikman (2d prix en 2002), Elfa Run Kristinsdottir (2006)[3], Evgeny Sviridov (2010), Seiji Okamoto (2014)[4], Maria Włoszczowska (2018), Charlotte Spruit (2022).

### Violoncelle/Violoncelle baroque
- Alexander Rudin (1976), Yvan Chiffoleau (2e prix en 1976), Yosif Feigelson (3e prix en 1976), Kerstin Feltz (1980), Marc Coppey (1988), Michael Sanderling (2d prix en 1988), Raphaël Pidoux (3e prix en 1988), Emil Rovner (1998), Renaud Déjardin (2d prix en 1998), Ophélie Gaillard (3e prix en 1998), Olivier Marron (2004), Philip Higham (2008), Beiliang Zhu (2012), Clara Pouvreau (3e prix en 2012), Paolo Bonomini (2016), Victor Garcia Garcia (2024)[6].

### Flûte
- Wolfgang Ritter (1984), Monika Hegedüs (2e prix en 1984), Matthias Rust (3e prix en 1984).

### Chant
- Eva Fleischer (2d prix en 1950), Bruce Abel (1964), Heidi Berthold-Riess (1968), Siegfried Lorenz (3e prix en 1968), Rosemarie Lang et Dieter Weimann (1972), Carola Nossek et Waldemar Wild (1976), Jadwiga Rappé et Yukio Imanaka (1980), Angela Liebold et Egbert Junghanns (1984), Kerstin Klesse et Matthias Bleidorn (2d prix en 1988), Bogna Bartosz (1992), Jochen Kupfer (2d prix en 1992), Klaudia Zeiner (2d prix en 1996), Simone Kermes (3e prix en 1996), Christoph Genz (1996), Asako Motojima et Jan Kobow (1998), Franziska Gottwald et Dominik Wörner (2002), Julius Pfeifer (2004), Marie Friederike Schöder (2008), Dávid Szigetvári (2012), Patrick Grahl (2016), Lara Morger (2024)[6].